# 加姆斯卡科格爾山

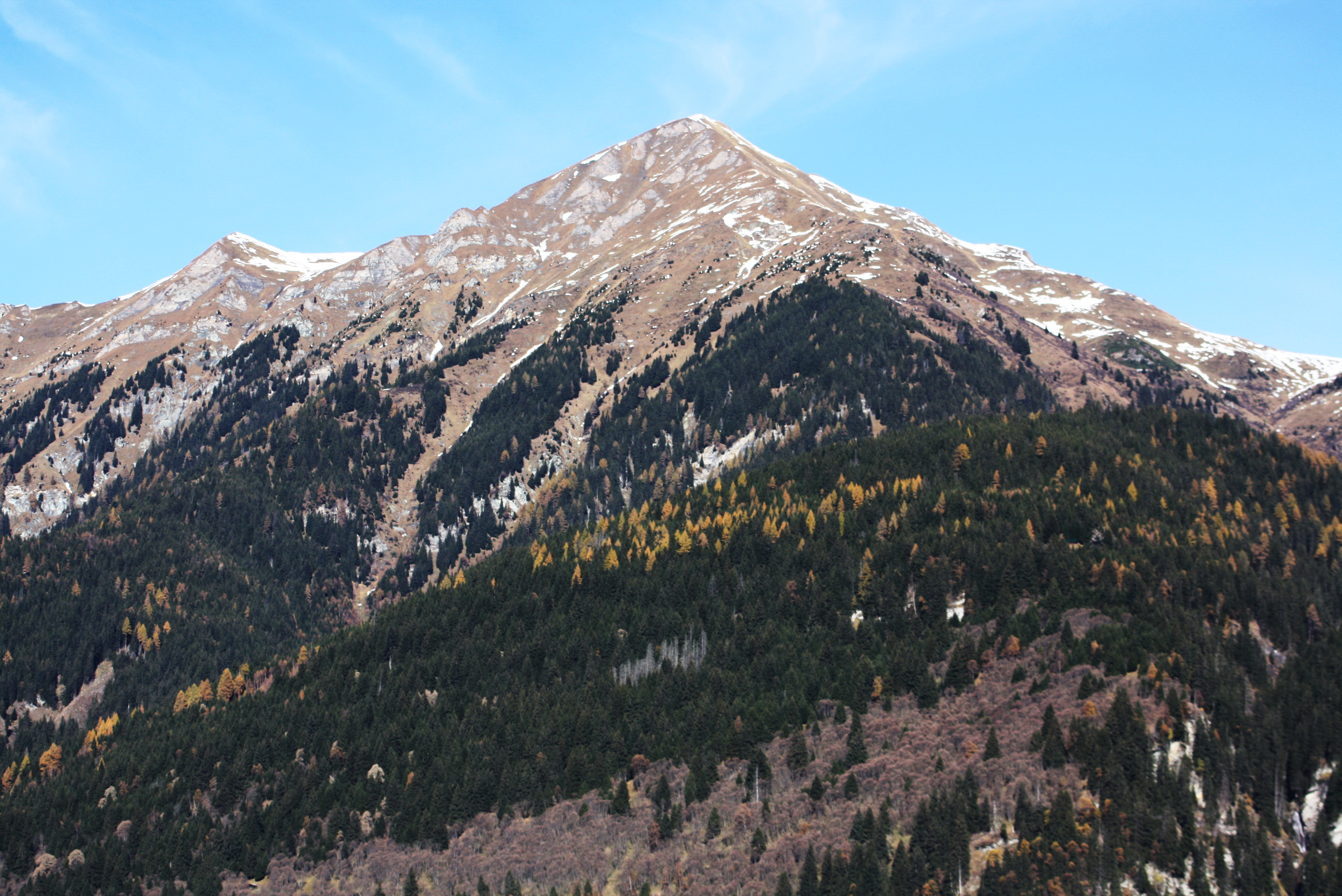

47°9′39″N 13°9′32″E / 47.16083°N 13.15889°E
加姆斯卡科格爾山（德語：Gamskarkogel），是奧地利的山峰，位於該國中部，由薩爾茨堡州負責管轄，屬於安科格爾山脈的一部分，海拔高度2,467米，每年平均降雨量2,176毫米。